# إدي شو (كاتب أغاني)
إدي شو (بالإنجليزية: Eddie Shaw) هو عازف جاز وكاتب أغاني أمريكي، ولد في 20 مارس 1937 في Stringtown, Mississippi ‏ في الولايات المتحدة، وتوفي في 29 يناير 2018 في شيكاغو في الولايات المتحدة.

## وصلات خارجية
- إدي شو على موقع ميوزك برينز (الإنجليزية)
- إدي شو على موقع أول ميوزيك (الإنجليزية)
- إدي شو على موقع ديسكوغز (الإنجليزية)